# Васил Георгиев (офицер)
Вижте пояснителната страница за други личности с името Васил Георгиев.
Васил Петров Георгиев е български офицер, генерал-лейтенант от Държавна сигурност.

## Биография
Васил П. Георгиев е роден на 19 декември 1924 г. в гр. Сливен. Завършва Сливенската мъжка гимназия в класическа паралелка. В последния клас, като ремсист, попада в затвора, където изтърпява жестока инквизиция. Осъден е на 10 години затвор. Освободен е на 9 септември 1944 г.
Бие се в редиците на първа българска армия по време на Втората Световна война, за което получава редица бойни, а по-късно и почетни медали. През 1945 г. завършва Школата за запасни офицери и излиза с чин кандидат-офицер. След това започва да учи в първия випуск за офицери на школата.
В два периода е началник на „Секретариат“ на МВР (1959 – 1969) и (1971 – 1975). Между 1976 и 1979 г. е началник на VII управление на Държавна сигурност. От 1979 до 1990 г. е директор на Централно информационно-организационно управление на МВР (ЦИОУ-МВР). От 19 декември 1974 г. е генерал-майор.
През годините е работил като офицер за Министерството на отбраната и в Министерството на вътрешните Работи в градовете Велико Търново, Хасково, Пловдив и София, като за отличната работа е награждаван многократно с български и международни ордени. От 1982 г. е член на Колегиума на МВР. През 1984 г. е удостоен с най-високото държавно отличие през тази епоха – орден „Георги Димитров“, и получава званието генерал-лейтенант. Носител е на орден „Народна република България“ – I степен за участието му във Възродителния процес.
Участва в ръководството на клуб по борба Левски (Спартак) София, положило основите на качеството на този спорт в България, най-известните представители на който са олимпийските и световни шампиони Боян Радев, Александър Томов, Еньо Вълчев и редица други.
Пенсионира се през 1990 г., след 43-годишна служба в органите на отбраната и реда.
Умира на 20 декември 2000 г. в дома си в гр. София.